# Roswell
 For alternative betydninger, se Roswell (flertydig). (Se også artikler, som begynder med Roswell)
Roswell er en by i staten New Mexico i USA. Byen er blevet til et Mekka for ufotilhængere efter en række fortællinger om et nedstyrtet ufo skulle have nødlandet udenfor byen.
En stor del af Roswells økonomi bygger i dag på turister,[kilde mangler] som kommer fra alle dele af USA/verden for at se stedet, hvor der hævdes at være nedstyrtet en ufo med rumvæsener.  

## Konspirationsteorien
Ifølge konspirationsteorien om Roswell-hændelsen skulle et rumskib med aliens være styrtet ned i ørkenen ved Roswell. Ifølge konspirationen skulle en hemmelig organisation under regeringen, de såkaldte "Mænd i sort", have bjærget det nedstyrtede rumskib og kørt det til Area 51 for at obducere de omkomne væsener, der var om bord, og for at undersøge rumskibet. Myndighederne samlede alle vragmaterialer sammen, herunder dele som lokale landmænd havde fundet. 
Der verserer et "bevis" i form af en sløret video, der af tilhængere af konspirationsteorien påstås at være optagelser af en obduktion af et påstået rumvæsen. Alt tyder dog på, at filmen er uægte, bl.a. som følge af den ganske ubehjælpesomme teknik som "obduktions-lægen" gennemfører den påståede obduktion med.

## Felix Baumgartner og Red Bull Stratos
Byens lufthavn: Roswell International Air Center (ICAO: KROW) blev kendt over hele verden i oktober 2012, i forbindelse med Red Bull Stratos og Felix Baumgartners rekordudspring fra 39 km højde i stratosfæren den 14. oktober.